# Geek

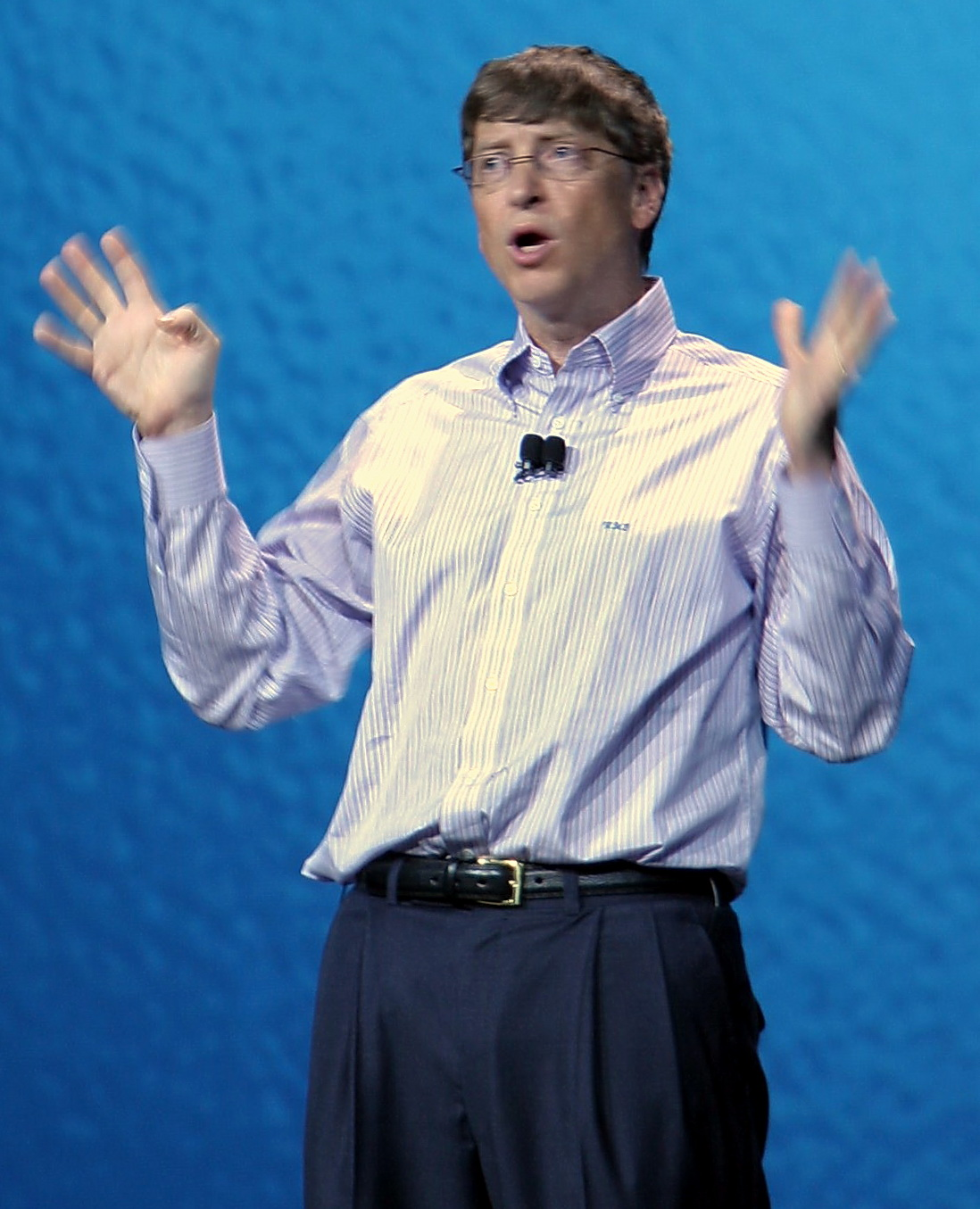
Bill Gates, az egyik legsikeresebb geek

A geek (kiejtése: /gi:k/ ) angol szó (magyarul: kockafej, kocka, er. jelentése: stréber) a túlzottan intellektuális beállítottságú emberre használt korábban pejoratív (informális, azaz bizalmas nyelvben használatos; szleng) szó, különösen ha ez az érdeklődés egy szűk területre irányul. Az angol szó a magyar műszaki zsargonban is kezd meghonosodni a magyaros gyík kiejtéssel.
A modern korban előszeretettel használják a műszaki területeken jártas emberre. Általánosságban olyan személy, akinek az érdeklődése – általában a társadalmi és társasági kapcsolatok ápolása helyett – egy bizonyos témára fókuszálódik. A „geek”-ké nyilvánítást indokolhatja a témához kapcsolódó rajongásának a mértéke, intenzitása, vagy akár az érdeklődése tárgya is. Ez a definíció eléggé tág, ezért megkülönböztethetünk matematikai, zenei, színházi, nyelvi, képregény, rajzfilm, manga, anime „gamer” (game, mint játék, gamer – játékos, akár virtuális, akár fizikai értelemben), és akár Wikipédia „kockákat” is.
Mindenképpen érdemes megemlíteni az 1800-as évek végén Szerbiában született, és a múlt század legnagyobb geek-jét, Nikola Teslát. Gondolkodásával évtizedekkel megelőzte korát, egyes találmányaival 50 évvel.Nem mint a legsikeresebb Geek, vonult be a történelembe hisz üzletileg nem éhezte a pénzt, a sikert. Találmányai nagy részét az Edisonhoz hasonlók nyúlták le.Hatalmas elme egy Geek minden esetben, aki nem is akarja magát elismertetni a társadalommal, inkább maguknak élő, fejben hatalmasat alkotó koponyákról van szó.Találmányaik, létezésük nélkül nem tartana itt az emberiség, tehát szükség van Geek-re.
Az angol szó korábbi jelentésében stréber diákot, tágabb értelemben „ellenszenves alakot” jelentett. Ezek a jelentések mára elhalványultak. A szó mai magyar megfelelője leginkább a szleng/ifjúsági nyelv eredetű „kocka”, ami a társaságtól általában elzárkózó vagy ügyetlen, a  tudományok és számítógépek világában viszont otthon lévő (fiatal) embert jelenti.
Az információs kor elérkeztével a technikai jártasság divatosabbá vált és ezáltal a geek szóhoz csatolt pejoratív jelentés is csökkent. A korábban elnyomottságot és kirekesztettséget legyőzve általánossá váltak a „geek büszkeség” mozgalmak. Az interneten kimondottan divatos ezt a jelzőt magára aggatni valakinek. A fogalom a köztudatba is átkerült ezekkel a jelentésekkel a 21. század elején. A Comedy Central által vetített 2001-2002-es „Beat the Geeks” show-műsorban a versenyzők az adott szakterület „geek”-jeivel mérhették össze a tudásukat. A WB Television Network valóságshow-t szervezett „Beauty and the Geek” néven 2005-2006-ban, ahol egy „geek”-ből és egy „szépségből” álló párosok versenyeztek egymással. (A műsor arra a két sztereotípiára játszott rá, miszerint a csinos nők intellektuálisan, míg a „geek” fiúk társasági szempontból elhanyagolhatóak. A műsorban a párok arra kényszerültek, hogy átadják egymásnak az ismereteiket.)

## Etimológia
Lehetséges eredetei:
- A G. E. E. K. mint angol betűszó (General Electrical Engineering Knowledge – Általános Villamosmérnök / Villamosmérnöki tapasztalat) az Egyesült Államok hadseregében használva. Nem tisztázott, de lehetséges, hogy ez volt az őse a mostani geek szónak.
- A 16. századi geck (az ógermán „bolond” szóból) cirkuszi mutatványost jelentett, akik eleven állatokat (például bogarakat) nyeltek le. Egy Freddie Blassie amerikai birkózó által írt dalban a „geek” egy cirkuszi torzszülött, akit kiközösítenek.

## Lehetséges meghatározásai
A „geek” szó meghatározása folyamatosan változik a 20. század eleje óta:
- Technológiában, különösen az informatikában járatos személy.
- Egy hacker.
- Megszállott rajongója valamilyen hobbinak.
- Az angol nerd szó hasonló jelentéstartalommal bír; általában fizikailag kevéssé vonzó, de intellektuális kinézetű, ezért gyakran zárkózott és a tanulásba/számítógépezésbe menekülő embert jelent; magyarul talán a könyvmolynak lehet megfeleltetni. A geek és a nerd között általában az a különbség, hogy a geek ért a számítástechnikához, a nerd pedig nem.